# Höhbergkapelle (Tauberbischofsheim)

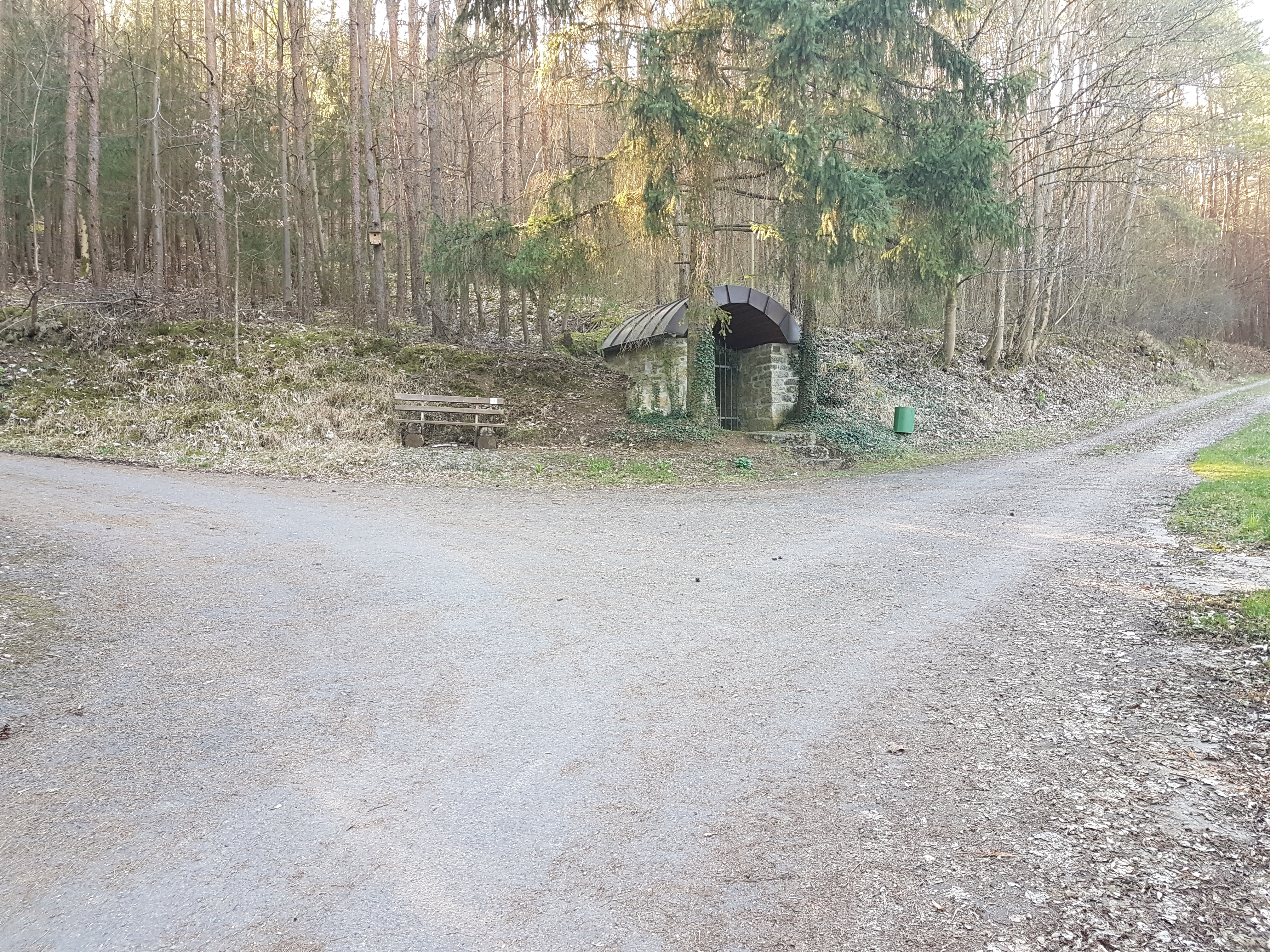
Die Höhbergkapelle zwischen Tauberbischofsheim und Dittigheim am Höhberg (2017)

Die römisch-katholische Höhbergkapelle (auch Bethäuschen sowie Feldkapelle am Höhberg genannt) befindet sich auf dem Höhberg bei Tauberbischofsheim-Dittigheim im Main-Tauber-Kreis.

## Lage
Die Kapelle liegt am namensgebenden Höhberg zwischen Tauberbischofsheim und Dittigheim an einer Wegkreuzung.

## Geschichte
Die Höhbergkapelle wurde am Ende des 18. Jahrhunderts erbaut. Auf dem Messtischblatt Nr. 6323 „Tauberbischofsheim“ von 1928 ist sie als Capelle am Höhberg verzeichnet.
Renovierungen fanden 1949 und zuletzt 1994 statt. Die Kapelle befindet sich in Privatbesitz.

## Architektur und Ausstattung
Es handelt sich um eine schlichte Feldkapelle mit einem Madonnen-Relief hinter einem Metallgitter.

Ansichten der Höhbergkapelle mit Madonnenrelief (2017)
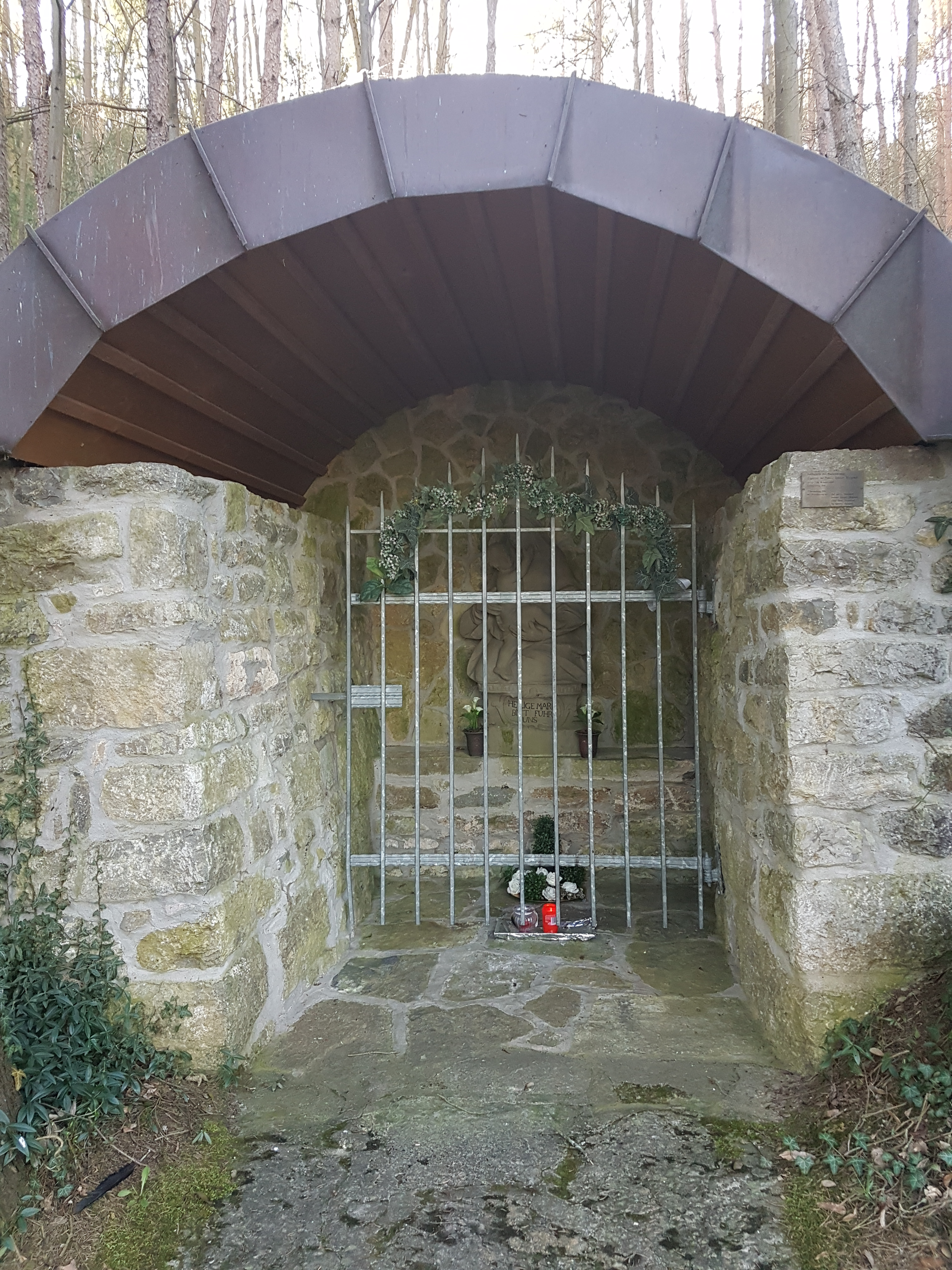
Vorderansicht
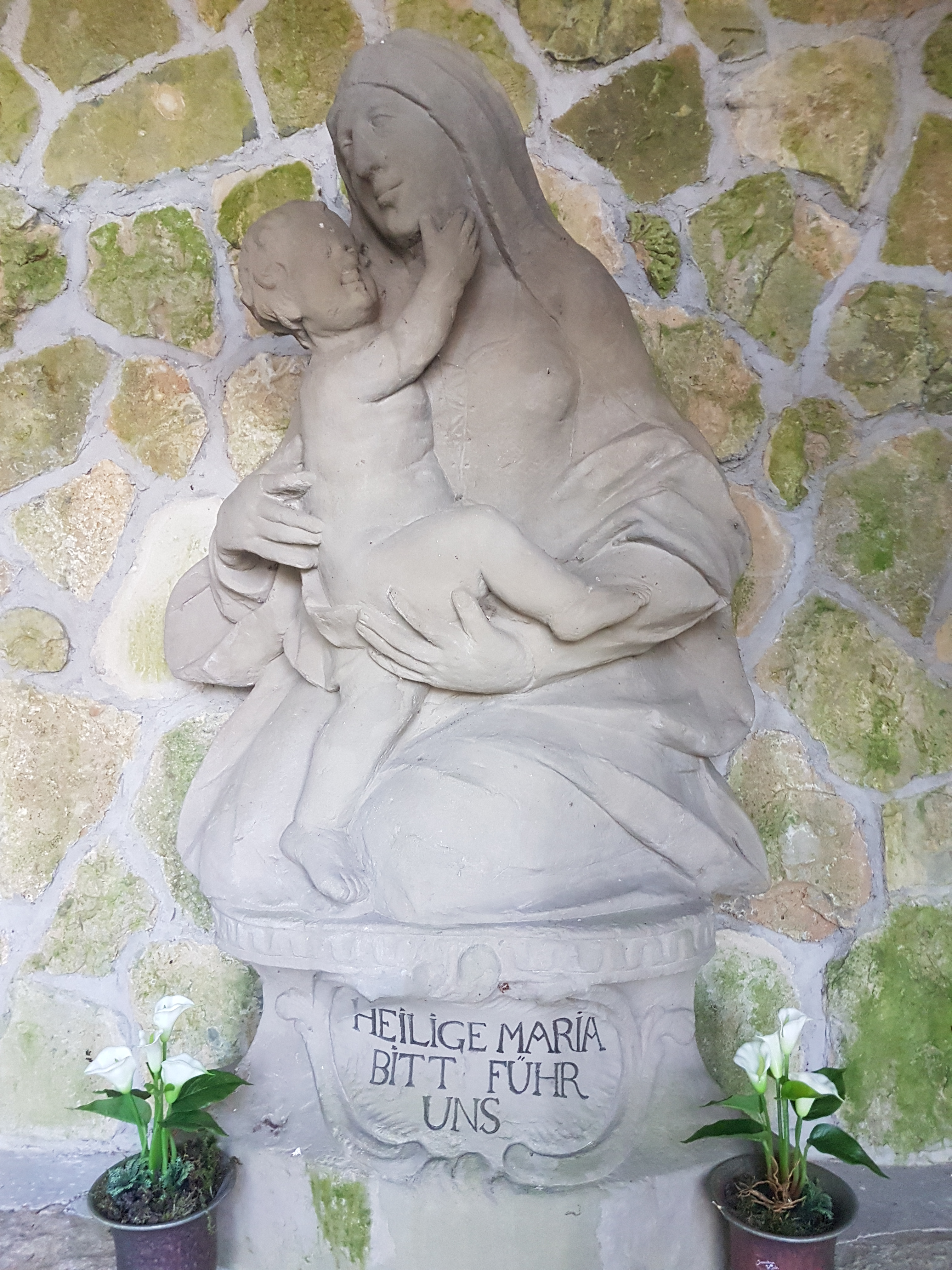
Madonnenrelief
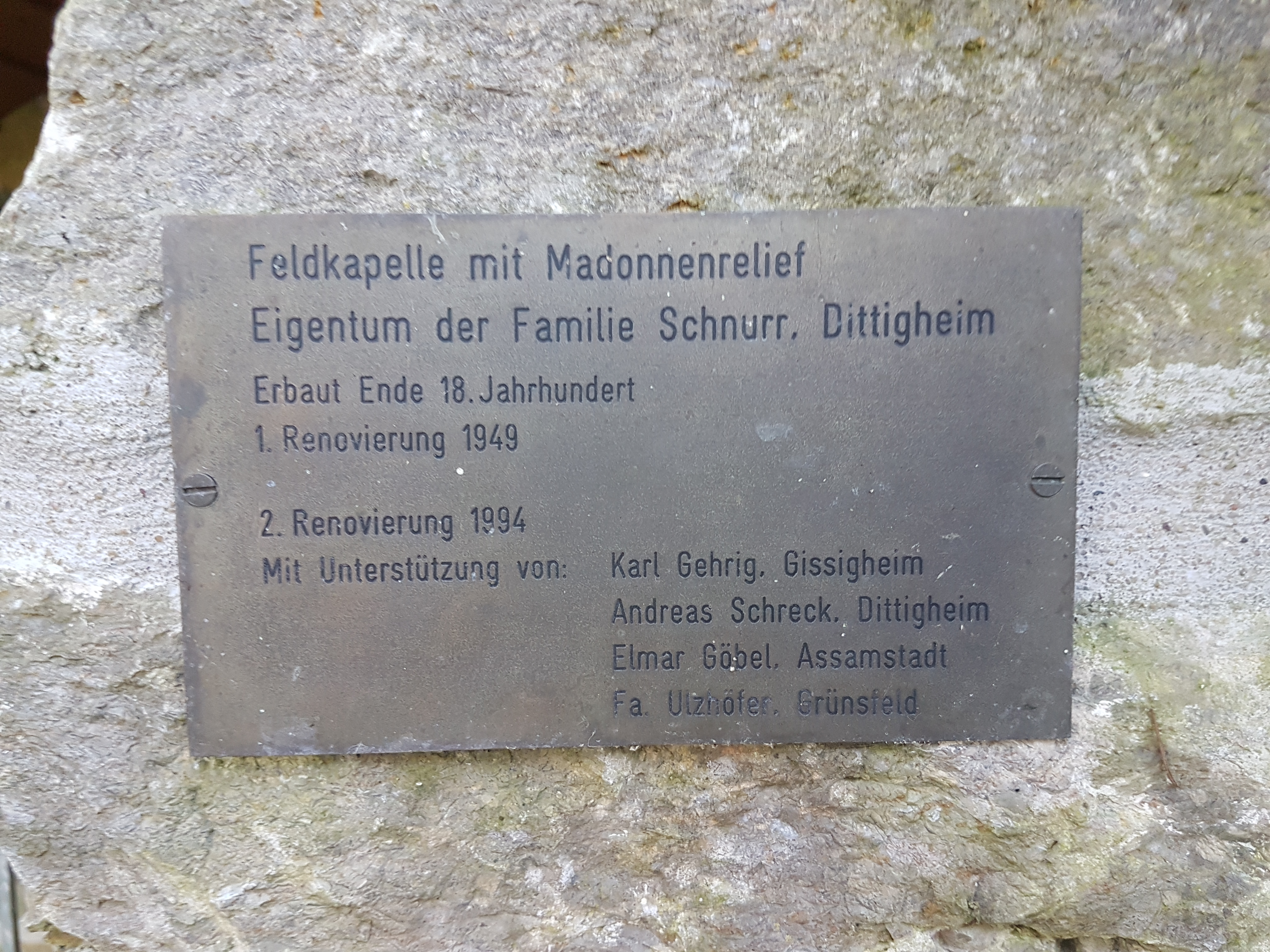
Informationstafel